# Выхожу один я на дорогу
«Выхожу́ оди́н я на доро́гу» — стихотворение Михаила Лермонтова, написанное в конце мая — начале июня 1841 года в Ставрополе. По мнению исследователей, в произведении зафиксирован «лирический итог исканий, тем и мотивов», к которым поэт обращался в последние годы жизни. Написано пятистопным хореем с «анапестическими ходами». Впервые опубликовано в журнале «Отечественные записки» (1843, № 4).
Стихотворение стало основой для романса, музыку к которому в 1861 году сочинила композитор Елизавета Шашина.

## Основная тема. Отзывы
Выхожу один я на дорогу;

Сквозь туман кремнистый путь блестит;

Ночь тиха. Пустыня внемлет Богу,

И звезда с звездою говорит.

В небесах торжественно и чудно!

Спит земля в сияньи голубом...

Что же мне так больно и так трудно?

Жду ль чего? жалею ли о чём?
Лермонтоведы указывают на наличие в стихотворении «эмблематичных слов»; за каждым из них стоит своя «поэтическая история». Так, «кремнистый путь», о котором упоминается во второй строчке, — это моментальная точная зарисовка мира, в частности, кавказской природы, в окружении которой поэт находился в последние — перед роковой дуэлью — месяцы жизни.
Образ пустыни, возникающий в третьей строке, несёт в себе мотив странничества, являющегося одним из сквозных в творчестве Лермонтова: его герой нередко чувствует себя бесприютным скитальцем, одиноко бредущим по земле. «Голубое сиянье» — это не только обозначение любимого цвета автора, но и выход на «космическую широту» при описании ночного пейзажа.
Исследователи обнаруживают тематическую перекличку этого стихотворения с другими произведениями Лермонтова («Три пальмы», «Демон», «Мцыри», «Ветка Палестины»), а также с пушкинским «Пора, мой друг, пора», его же стансами («Брожу ли я вдоль улиц шумных…») и гейневским «Der Tod, das ist die kühle Nacht».
Все эти прежние смысловые моменты лермонтовской лирики вступают здесь в новое трепетно-сложное соотношение — тончайшая душевная вибрация, совмещающая восторг перед мирозданием с отчужденностью от него, печальную безнадежность с надеждой на сладостное чудо.
Литературовед Эмилия Обухова сравнивает путешествие лирического героя стихотворения с полётом человека, который, с одной стороны, рассказывает о своём пребывании на высоте («В небесах торжественно и чудно»), а с другой — смотрит оттуда на родную планету («Спит земля в сиянье голубом»). Подобные «перемещения» позже совершали и Джек Лондон («Межзвездный скиталец»), и Марина Цветаева («Поэма воздуха»). Однако, как утверждает Обухова, только Лермонтов смог угадать, каков цвет Земли при наблюдениях из космоса.
Многие помнят, как потрясен был Юрий Гагарин, когда увидел из своего корабля Землю в синеве. Он тогда как-то очень точно определил этот цвет: «…синий цвет, как на полотнах Рериха».
Одним из первых на стихотворение откликнулся Виссарион Белинский, включивший его в число тех лермонтовских произведений, которые «принадлежат к эпохе полного развития могучего таланта незабвенного поэта». Лев Толстой отдельно выделил вторую строку — сочетание «кремнистый путь» восхитило писателя своей точностью. Литературовед Дмитрий Овсянико-Куликовский назвал «Выхожу один я на дорогу» «психологической и моральной утопией свободы и покоя».

## Музыкальные адаптации
Стихотворный размер и ритмика произведения таковы, что, по мнению историка Василия Ключевского, композитору, читающему «Выхожу один я на дорогу», не составит труда «подобрать мотивы и звуки при переложении на ноты». Поэтому в разные годы к стихотворению обращались не только профессиональные авторы, но и музыканты-любители. Среди них — Пётр Булахов, Константин Вильбоа, Николай Огарёв, заметивший, что лермонтовские строчки «так изящно выражены, что их можно не только читать, их можно петь, — да ещё на совсем своеобразный лад». В общей сложности известно более двадцати вариантов романсов и песен «Выхожу один я на дорогу».
Наибольшую известность получил вариант, написанный в 1861 году Елизаветой Шашиной. Она была композитором-любителем и выступала на концертах вместе с сестрой. Сочинённый Шашиной романс воспринимался публикой как народная песня.
Свою версию в 1979 году записала Анна Герман. Редакция «Афиша Daily» в 2015 году поставила её вариант на 7-е место в списке «25 лучших песен Анны Герман» как «высшую точку увлечения певицей песенной формой 19-го века».

### Рекомендуемая литература
- Бархин К. Сочиненія М. Ю. Лермонтова съ объяснительными статьями К. Бархина. Ч. 1. Лирическія стихотворенія. — Одесса: Порядокъ, 1912. — С. 170—173.
- Овсянико-Куликовский Д. Н. М. Ю. Лермонтов. — СПб., 1914. — С. 35—39.
- Гинцбург Д. Г. О русском стихосложении. — Париж, 1915. — С. 223—224.
- Эйхенбаум Б. М. Лермонтов. Опыт историко-литературной оценки. — Л.: Госиздат, 1924. — С. 118.
- Виноградов Г. Произведения Лермонтова в народно-поэтическом обиходе // М. Ю. Лермонтов (Литературное наследство, т. 43—44)  / АН СССР, Институт русской литературы (Пушкинский Дом); Подгот. к печати И. В. Сергиевский, Б. М. Эйхенбаум. — М.: Издательство АН СССР, 1941. — С. 360—361.
- Михайлова Е. Н. Идея личности у Лермонтова и особенности её художественного воплощения // Жизнь и творчество М. Ю. Лермонтова: Исследования и материалы: Сборник первый. — М.: ОГИЗ, Государственное издательство художественной литературы, 1941. — С. 146—147.
- Bowra M. Lermontov // Oxford Slavonic Papers. — 1952. — Vol. 3. — P. 17—18.
- Bowra M. Inspiration and Poetry. — London: MacMillan, 1955. — P. 195—196.
- Эйхенбаум Б. М. Статьи о Лермонтове / АН СССР, Институт русской литературы (Пушкинский Дом). — М.—Л.: Издательство АН СССР, 1961. — С. 116.
- Маршак С. Я. Об одном стихотворении // Маршак С. Я. Воспитание словом. — М.: Советский писатель, 1961. — С. 147—149.
- Максимов Д. Поэзия Лермонтова. — 2-е изд. — М.—Л.: Наука, 1964. — С. 239.
- Эйхенбаум Б. М. О поэзии. — Л.: Советский писатель, 1969. — С. 431—434.
- Максимов Д. Е. О двух стихотворениях Лермонтова // Русская классическая литература. Разборы и анализы. — М.: Просвещение, 1969. — С. 127—141.
- Лотман Ю. М. Анализ поэтического текста: Структура стиха: Пособие для студентов. — Л.: Просвещение, 1972. — С. 191—196.
- Коровин В. И. Творческий путь М. Ю. Лермонтова. — М.: Просвещение, 1973. — С. 129—133.
- Чичерин А. В. Стиль лирики Лермонтова // Известия АН СССР. ОЛЯ. — 1974. — Т. 33, № 5. — С. 417.
- Ичин Корнелия, Йованович Миливое. «Выхожу один я на дорогу» Лермонтова и поэзия Мандельштама // Ичин Корнелия, Йованович Миливое. Элегические раскопки. — Белград: Издательство филологического факультета в Белграде, 2005. — С. 25—52. — ISBN 86-80267-84-8.